# PSR B1257+12 A
PSR B1257+12 b, также известная под обозначениями PSR B1257+12 A и названием Драугр (англ. Draugr) — экзопланета, находящаяся примерно в 2300 световых годах, в созвездии Девы. Самая близкая к пульсару PSR B1257+12 планета. Её масса примерно в два раза превышает массу Луны. В настоящее время является самой маломассивной известной планетой (из всех, чья масса измерена), включая планеты Солнечной системы

## Название
После обнаружения планета получила обозначение PSR 1257+12, а затем PSR B1257+12 A. В дальнейшем стала обозначаться как PSR B1257+12 b.
В июле 2014 года Международный астрономический союз организовал конкурс по выбору названий для ряда экзопланет и их материнских звёзд.В декабре 2015 года Международный астрономический союз объявил результаты, согласно которым планета PSR 1257+12 b получила имя «Драугр». Предложение об этом имени поступило из Италии. Драугр — существо из скандинавской мифологии, оживший мертвец, близкий к вампирам.